# Piane alla Terra
Piane alla Terra è il nome di un altopiano dell'isola d'Elba. 

## Descrizione
Situato nella parte occidentale dell'isola, fa parte della Catena del Monte Capanne e raggiunge un'altezza di 532 metri sul livello del mare. 
Il toponimo, attestato nel 1840 come Le Piane, deriva dalla prossimità della «terra», ossia del «paese» medievale di Pedemonte, localizzato sul fianco orientale dell'altopiano; sulla sommità, oltre ai tre quartieri pastorali dei Caprili delle Piane alla Terra, si trovano tracce di probabili «pietre fitte» protostoriche ricollegabili a quelle presenti sulle Piane alla Sughera.